# Пруске
Пруске (слч. Pruské) насељено је мјесто са административним статусом сеоске општине (слч. obec) у округу Илава, у Тренчинском крају, Словачка Република.

## Становништво
| Година:    | 1994. | 2004.    | 2014.   | 2024.   |
| ---------- | ----- | -------- | ------- | ------- |
| Број људи: | 2685  | 2088     | 2244    | 2290    |
| Разлика:   |       | -22,23 % | +7,47 % | +2,04 % |

| Година:    | 2023. | 2024.   |
| ---------- | ----- | ------- |
| Број људи: | 2299  | 2290    |
| Разлика:   |       | -0,39 % |

Према подацима о броју становника из 2024. године насеље је имало 2290 становника.